# Luftmunitionsanstalt Harpstedt

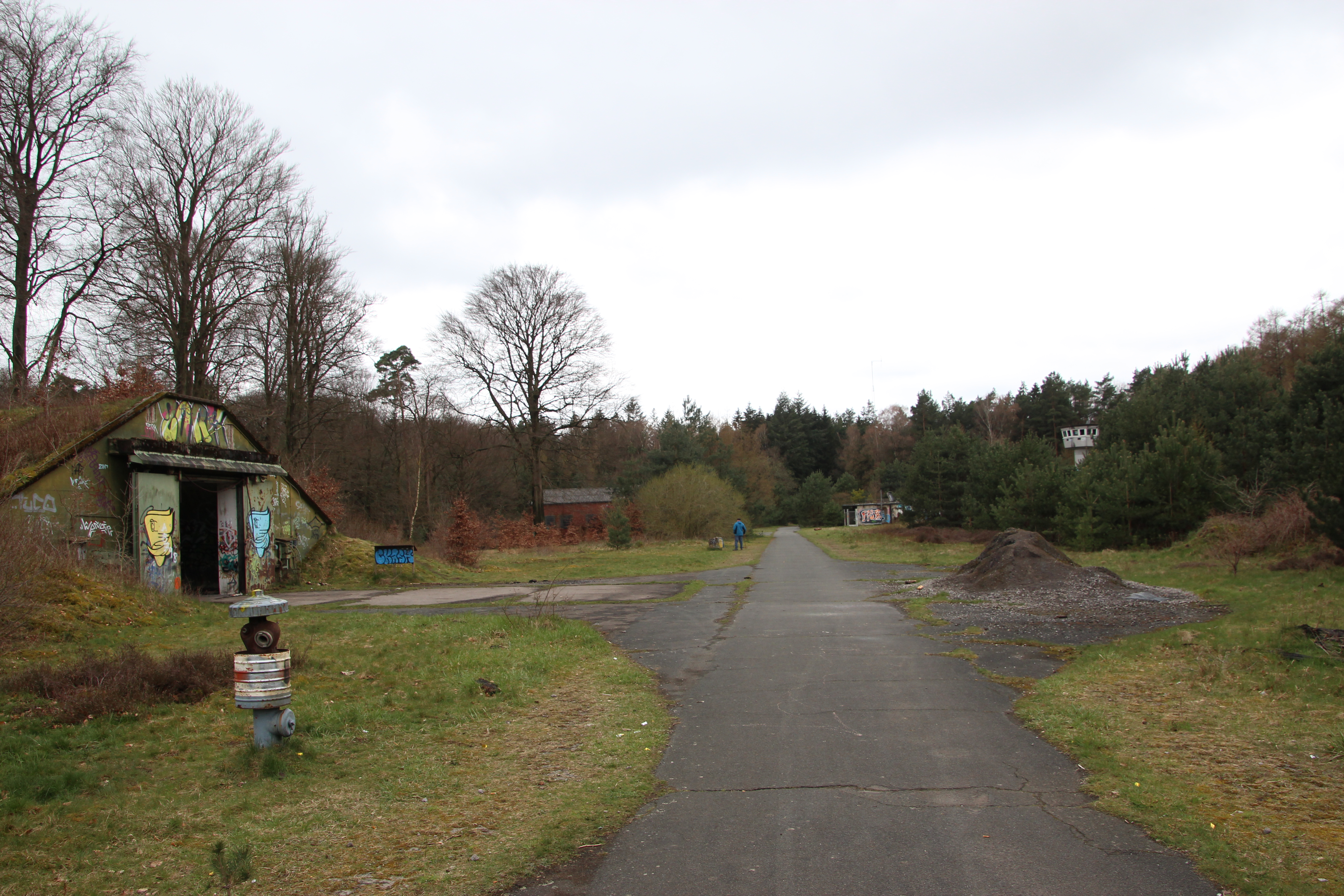
Sondermunitionslager für Atomwaffen auf dem Gelände der ehemaligen Luftmunitionsanstalt Harpstedt

Die Luftmunitionsanstalt Harpstedt (gebräuchlich waren auch die Bezeichnungen Muna Dünsen und Muna Kirchseelte) war eine zwischen 1935 und 1945 bestehende Munitionsanstalt der deutschen Luftwaffe in einem Waldgebiet nördlich von Dünsen im Landkreis Oldenburg.
Die genaue Bezeichnung lautete Luftwaffen-Munitionsanstalt 3/XI Harpstedt, sie unterstand dem Luftgaukommando 11 (XI) Hannover, später Hamburg. Nach dem Zweiten Weltkrieg kümmerte sich die Britische Armee um die Demilitarisierung der Muna.
Die Fläche wurde im Kalten Krieg zu einer vielseitig genutzten militärischen Liegenschaft. Nutzer waren, neben der Bundeswehr, die U.S. Army und später auch die niederländischen Streitkräfte. Die verschiedenen Objekte waren meist jeweils separat eingezäunt gewesen.

## Geschichte

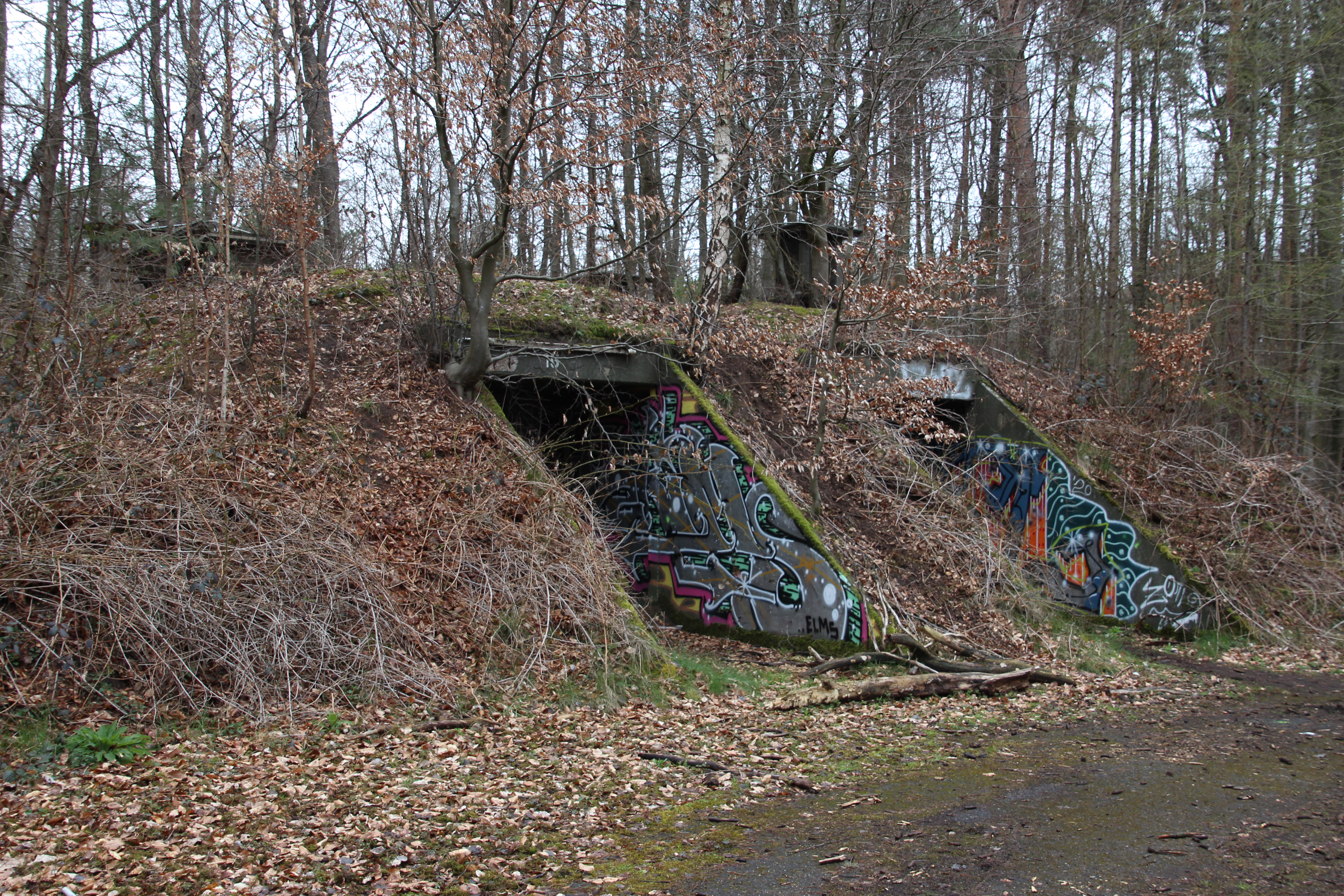
Munitionslagerhaus 50 m²

Die Vorarbeiten für die Muna begannen bereits 1934, der eigentliche Baubeginn erfolgte 1935. Das Gelände erfüllte die Voraussetzungen für eine Munitionsanstalt, da in nur 500 m Entfernung die Kleinbahn-Strecke Delmenhorst-Harpstedt vorhanden war und das ausgedehnte Waldgebiet Schutz vor gegnerischer Luftaufklärung bot. In der Munitionsanstalt wurden hauptsächlich Bomben sowie Granaten für Flugabwehrgeschütze mit Zündern versehen, gelagert und für den Versand an Einheiten und Truppenteile der Luftwaffe vorbereitet.
Die Bundeswehr übernahm ab Anfang der 1960er Jahre schrittweise einzelne Bereiche der Liegenschaft. Es dauerte bis Ende der 1970er Jahre, bis das gesamte Gelände wieder als militärischer Sicherheitsbereich abgesperrt war.

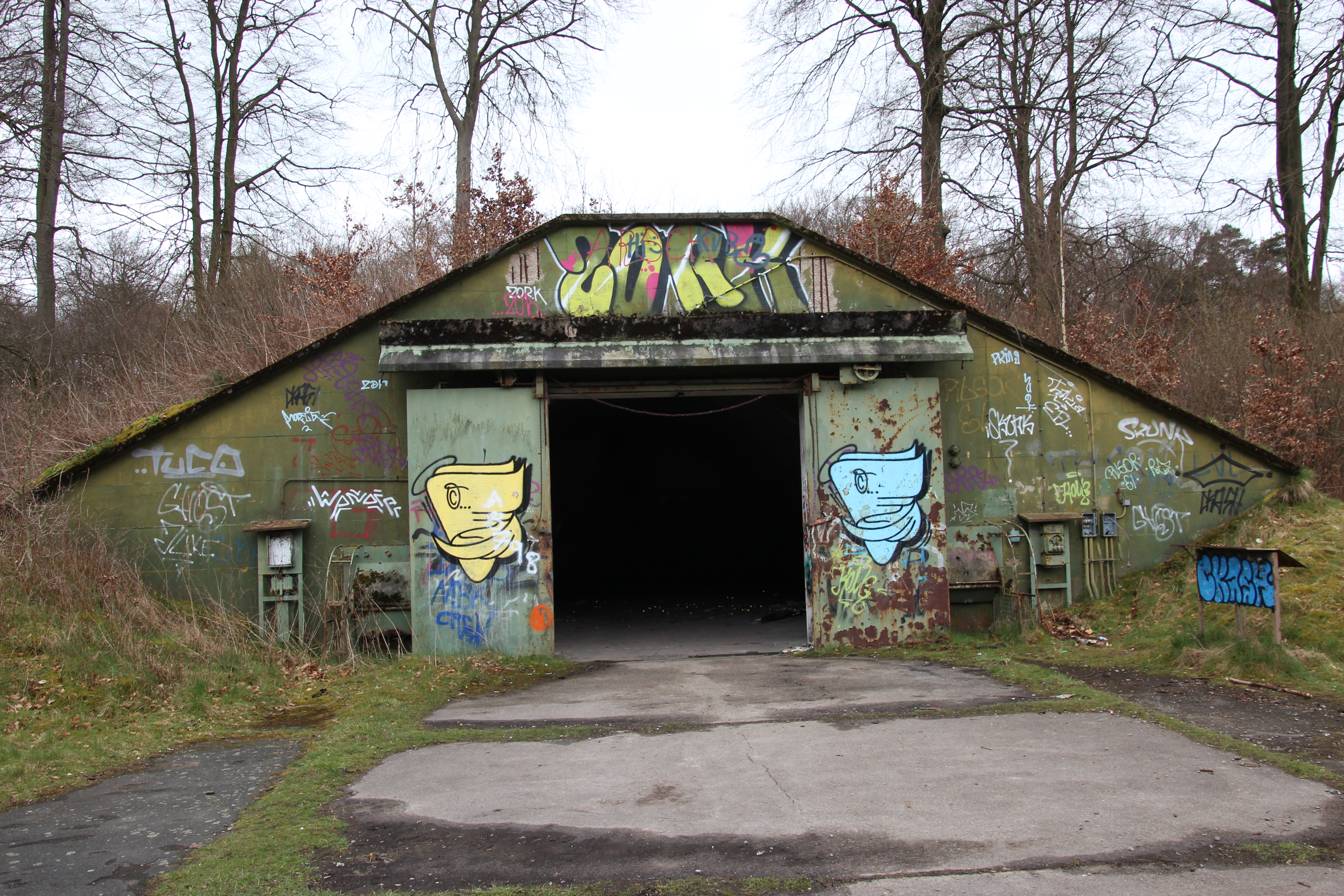
Atomwaffen-Bunker

Ab 1961 erfolgt die Stationierung der Begleitbatterie des Raketenartilleriebataillons 112 im Ortsteil Adelheide in Delmenhorst in der Barbara-Kaserne. Ab Februar 1963 war hier das 5th US Army Field Artillery Detachment untergebracht, das der 552nd US Army Artillery Group unterstand. Zusammen bewachte man ab 1963 die gelagerten Kernwaffen. Es handelte sich um Sprengköpfe des Raketensystems Honest John, später Geschosse für 155- und 203-mm-Artilleriegeschütze für die 11. Panzergrenadierdivision.
In der benachbarten Standortmunitionsniederlage 241/2 wurde konventionelle Munition gelagert. Ferner gab es ein großes Depot für Treibstoffe.
Anfang der 1990er Jahre wurde das Sondermunitionslager und die Standortmunitionsniederlage aufgelöst. Seit Ende der 1990er Jahre findet keine militärische Nutzung mehr statt. 2006 fand sich ein ziviler Käufer.

## Muna Harpstedt heute
Heute sind noch sehr viele Bauwerke der früheren Munitionsanstalt auf dem Gelände zu finden. Der Zustand reicht von sehr guter Erhaltung bis hin zu nur noch Trümmer zu finden. Die verschiedenen aktiven Betriebsgrundstücke sind nicht zugänglich.